# Hektary (Miławczyce)
Hektary – część wsi Miławczyce w Polsce położona w województwie świętokrzyskim, w powiecie kazimierskim, w gminie Czarnocin.
W latach 1975–1998 miejscowość administracyjnie należała do województwa kieleckiego.